# La Fleur des histoires

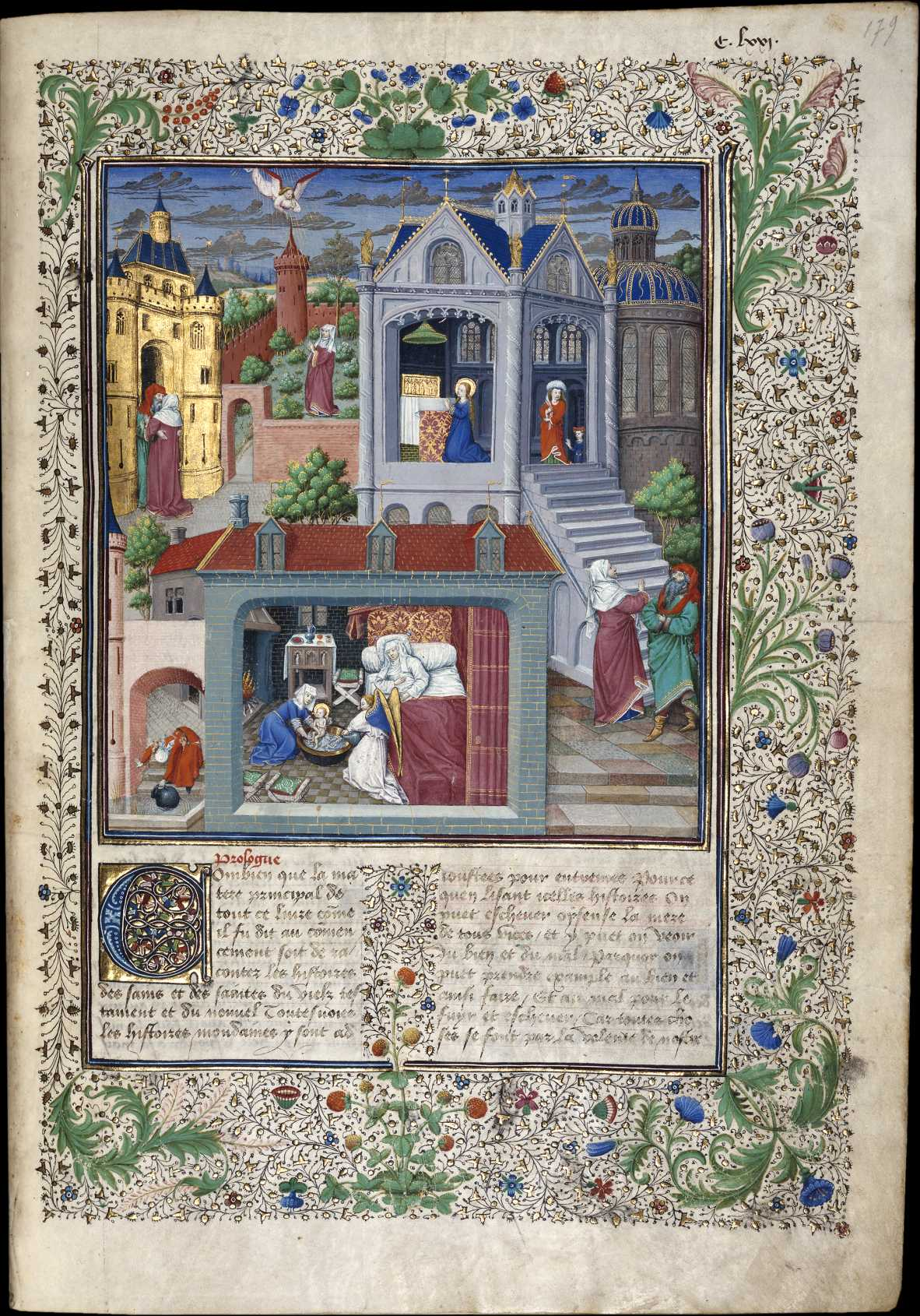
La Fleur des histoires, scènes uit het leven van Maria, KBR, ms. 9231, f179r

La Fleur des histoires is een 15e-eeuws boek over de geschiedenis van de wereld vanaf de schepping tot aan het einde van de regering van Karel VI van Frankrijk (1422). In handschriftvorm zijn er 49 exemplaren van bewaard gebleven. Het gaat heel dikwijls over luxueuze verluchte handschriften uit de 15e eeuw, wat de populariteit van het werk in die tijd aantoont. Het bekendste daarvan is het exemplaar in twee volumes dat bewaard wordt in de Koninklijke Bibliotheek van België te Brussel als KBR, mss 9231 en 9232. 

## Brusselse handschriften
Dit werk wordt ook de ‘Grote Fleur’ genoemd om het te onderscheiden van het andere exemplaar dat in de KBR bewaard wordt als ms. 10515. Het manuscript zou aan Filips de Goede zijn aangeboden door de auteur zelf en kwam op die wijze in de Librije van Bourgondië terecht. Het werd vervaardigd tussen 1450 en 1458 door verschillende scribenten en drie miniaturisten met onder meer de Manselmeester. Het ingebonden werk kwam in de hertogelijke bibliotheek terecht in 1462.
Het handschrift 9231 bevat 357 perkamenten folia van 437 bij 300 mm groot, het tweede volume heeft 490 folia. Het tekst is geschreven in het Middelfrans. Een van de scribenten kon geïdentificeerd worden als Isidore du Ny.
De verluchting werd aangevangen door de Manselmeester, verder gezet door de meester van het Pontificale Romanum van Terwaan en afgewerkt door Simon Marmion. In ms 9231 vinden we 42 miniaturen en in ms 9232 staan er 23.

## Tekstversies
Van de tekst bestaan er twee versies: de eerste korte versie en de tweede lange versie. In de tweede versie werd de ‘Histoire des romaines’ tussengevoegd. Bovendien gaat de tweede versie tot de regering van Karel VII (1461). Beide handschriften in de KBR zijn exemplaren van de eerste versie. De tweede versie ontstond in 1467, de eerste tussen 1446 en 1451.